# Kurzyślad polny

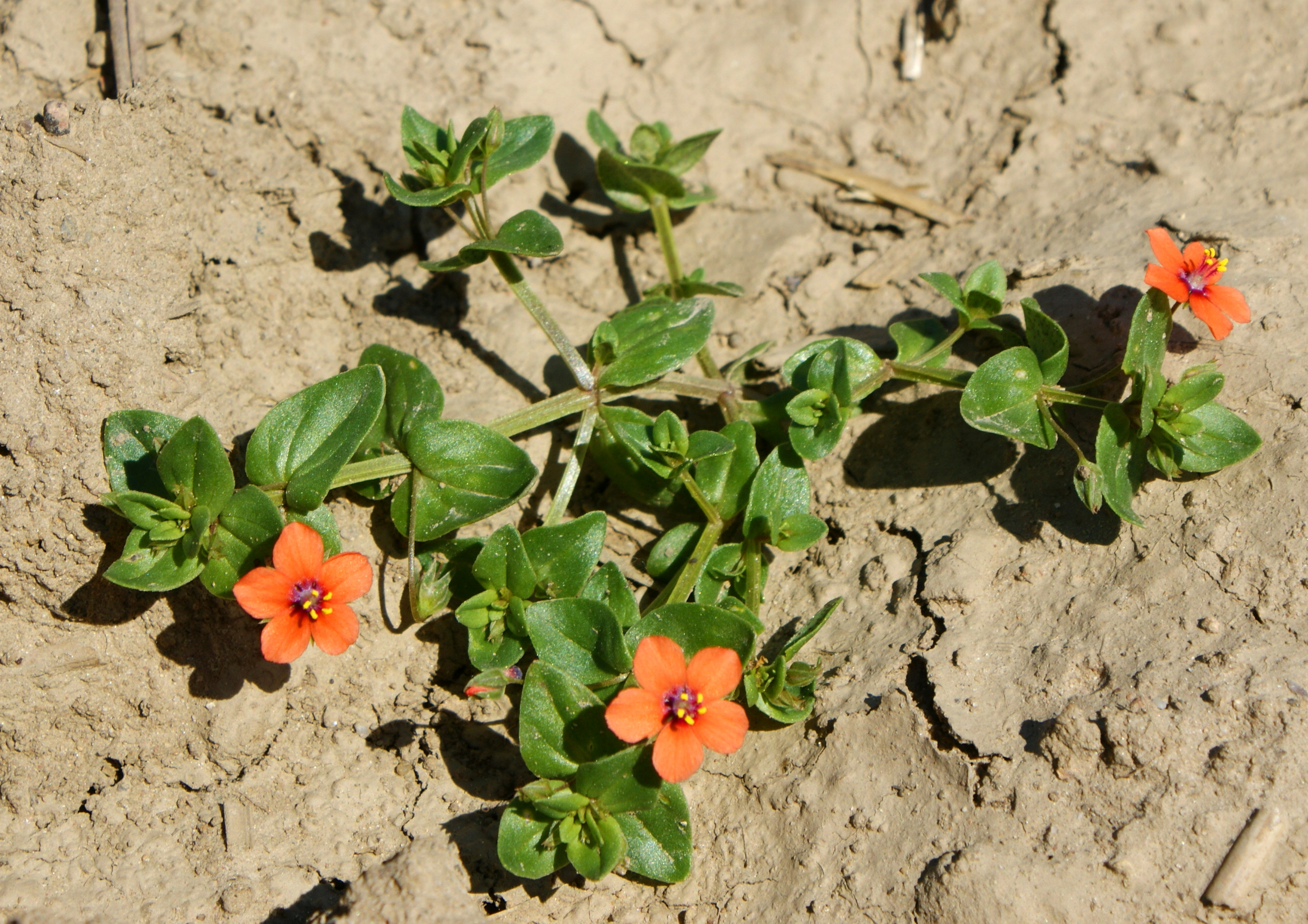
Pokrój

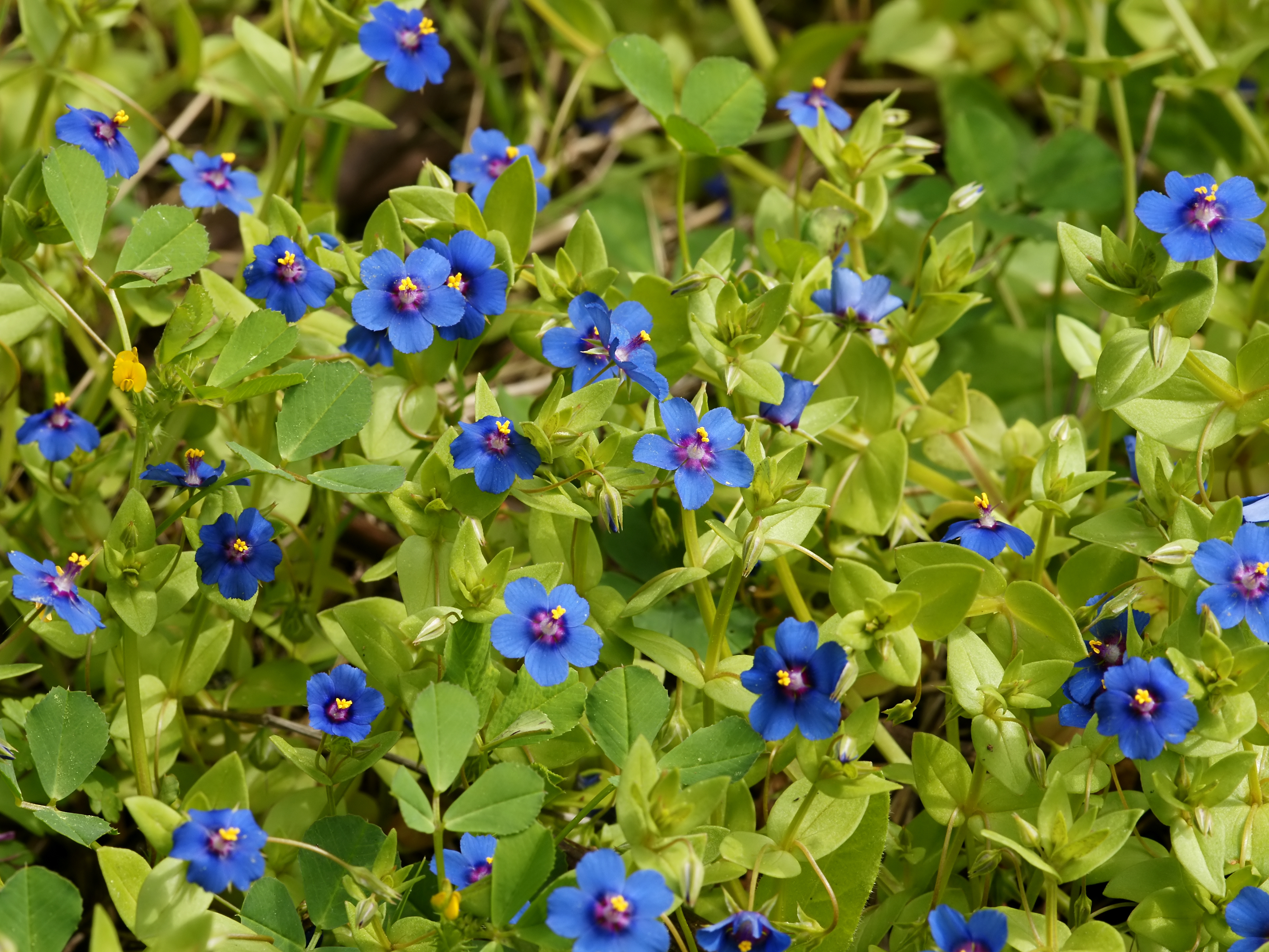
Anagallis arvensis f. azurea

Kurzyślad polny (Anagallis arvensis L., właśc. Lysimachia arvensis (L.) U. Manns & Anderb.) – gatunek rośliny należący do rodziny pierwiosnkowatych. Występuje w całej Europie, w dużej części Azji oraz w Afryce Północnej i Makaronezji. W polskiej florze archeofit, gatunek pospolity, zarówno na niżu, jak i w niższych położeniach górskich.

## Morfologia
PokrójDrobna roślina zielna, rozesłana.
KorzeńRozgałęziony.
ŁodygaPłożąca, czterokanciasta, długości około 10–20 cm, prawie naga, dołem rozgałęziająca się. Płożące się po ziemi pędy dość łatwo ukorzeniają się.
LiścieUlistnienie przeważnie naprzeciwległe, czasami w okółkach po 3–4 liście. Liście o długości do 3 cm, jajowate, tępe lub nieco tylko zaostrzone, siedzące. Od spodu usiane czarnymi kropkami gruczołków.
KwiatyKwiaty o średnicy około 8 mm, ceglastoczerwone lub błękitne, na dość długich szypułkach wyrastających w kątach liści. Płatki korony rozpostarte, na brzegu gruczołowato owłosione, na wierzchołku słabo karbowane. Wąskolancetowate działki kielicha całobrzegie, niewiele krótsze od płatków korony. Pręciki przyrośnięte do gardzieli, o nitkach równej długości, w górnej części owłosionych fioletowymi (czasem białymi) włoskami. Pylniki 3–5 razy krótsze od nitek.
OwocTorebka otwierająca się wieczkiem.
Gatunki podobneKurzyślad błękitny (Anagallis foemina), dużo rzadszy w Polsce. Różni się zawsze błękitnymi i węższymi płatkami (do 3,5 mm szerokości – prawie o połowę węższe niżeli długie), podczas gdy płatki kurzyśladu polnego mają szerokość zbliżoną do długości (6 × 7 mm). Płatki u kurzyśladu błękitnego nie zachodzą na siebie, na brzegu są nieregularnie ząbkowane z nielicznymi włoskami niegruczołowymi. Szypułki kwiatowe nie są dłuższe od ostro zakończonych, ciemnozielonych liści je wspierających.

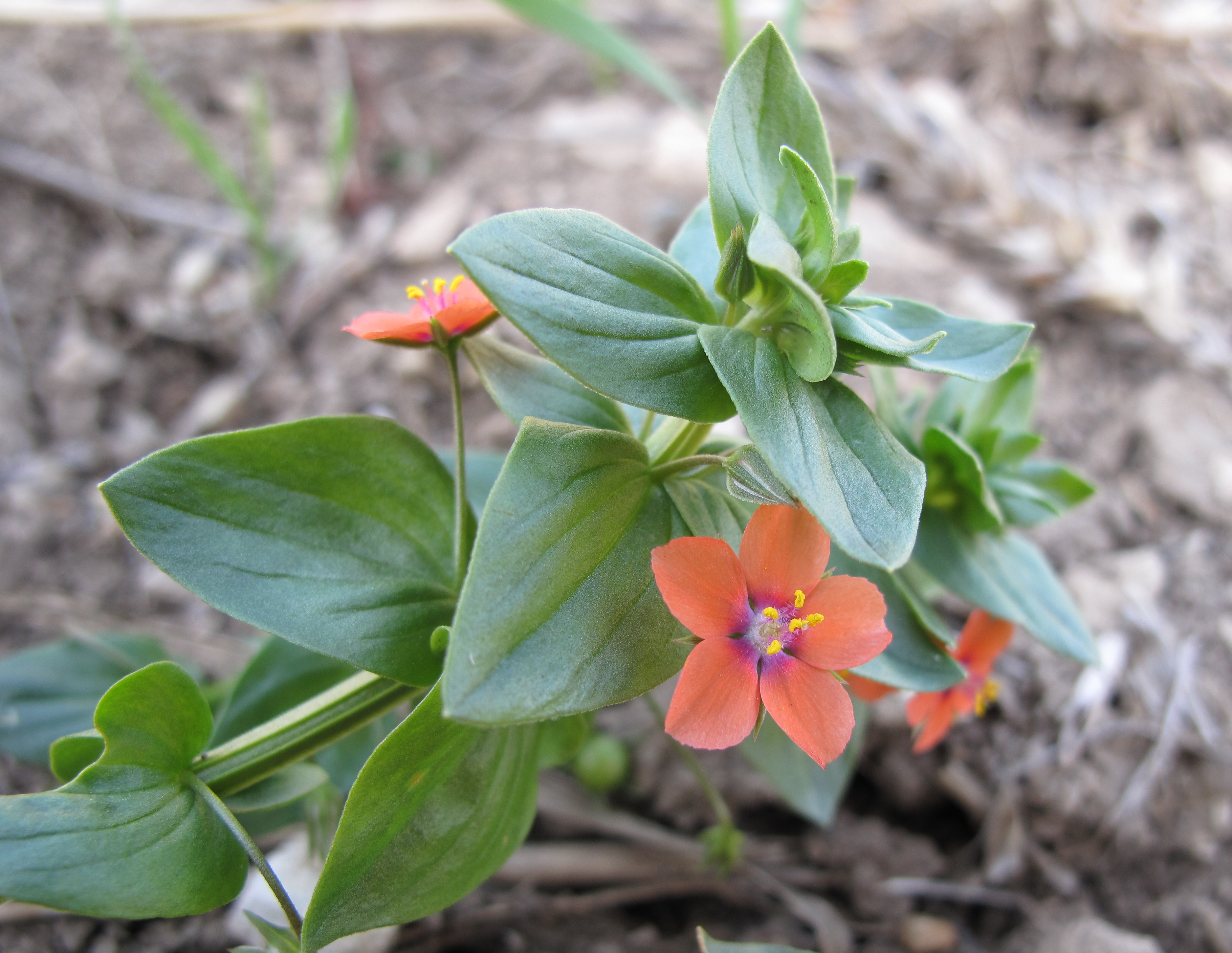
Liście i kwiaty
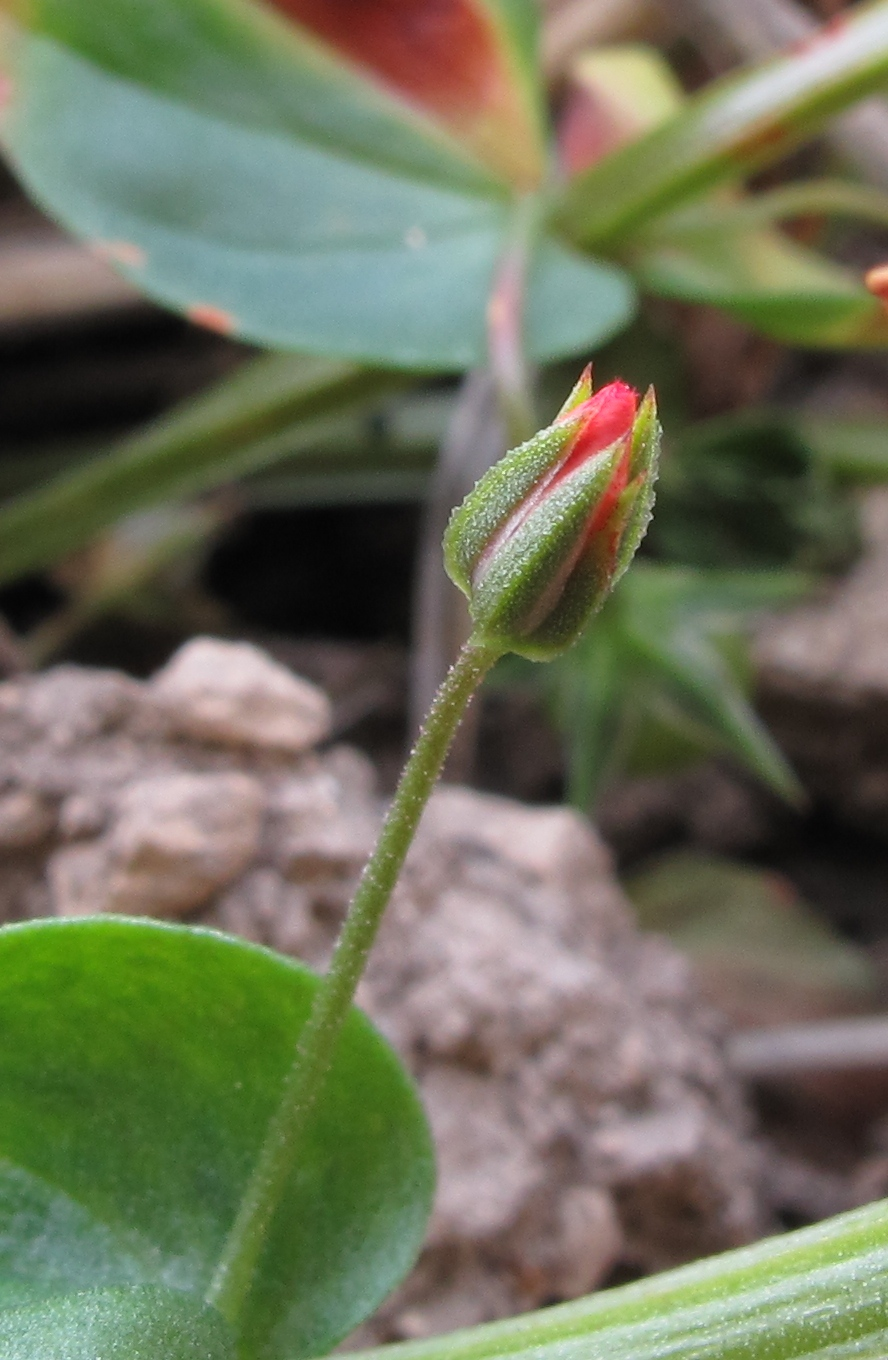
Pąk kwiatowy
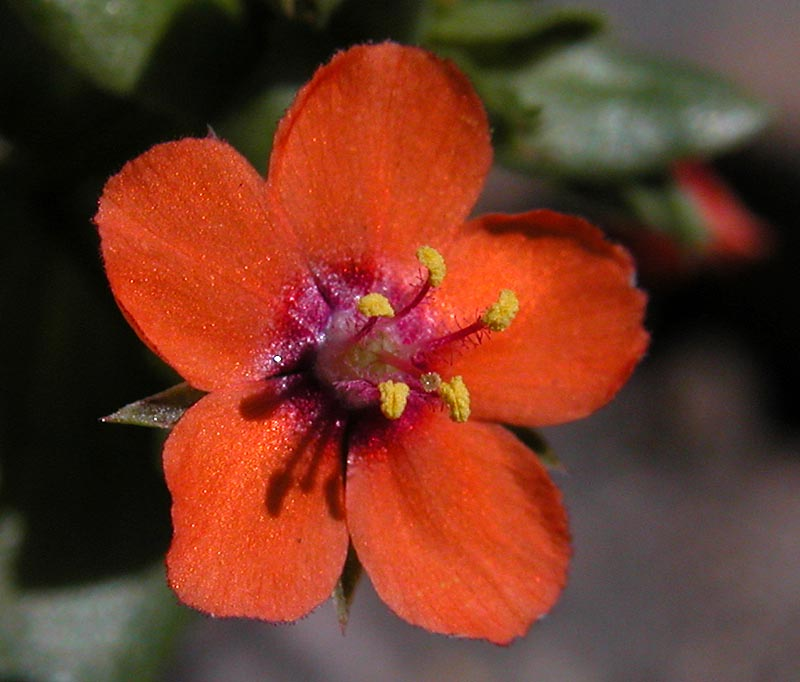
Kwiat
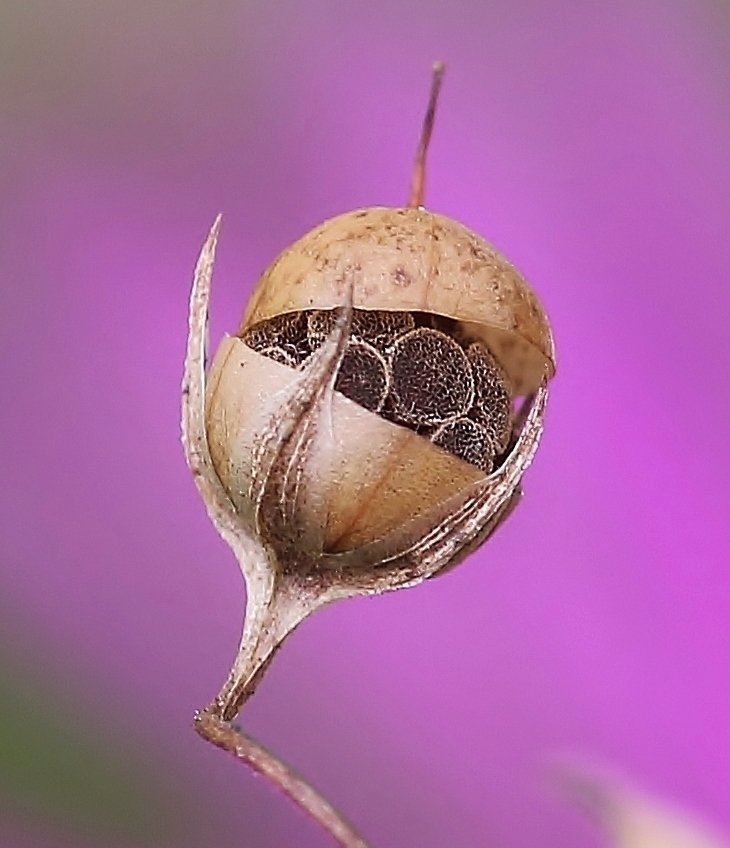
Owoc

## Biologia i ekologia
Roślina jednoroczna. Kwitnie od maja do października. Słupek i pręciki dojrzewają równocześnie, kwiaty bez miodników, samopylne. Nasiona rozsiewane przez wiatr. Liczba chromosomów 2n = 22, 28, 40.
Na noc i podczas pochmurnej pogody kwiaty zamykają się. Otwarte rano kwiaty kurzyśladu uznaje się w związku z tym za zwiastun dobrej pogody.
Siedlisko tego gatunku to pola, ogrody, przydroża, wysypiska i winnice. Chwast występujący w większości rodzajów upraw, jednak o niewielkiej szkodliwości. Preferuje gleby gliniaste, bogate w składniki pokarmowe.
Roślina częsta na niżu oraz niższych położeniach górskich. W klasyfikacji zbiorowisk roślinnych gatunek charakterystyczny dla Cl. Stellarietea mediae.
Roślina trująca – ziele zawiera saponiny i glikozydy (cyklaminę), flawonoidy (kemferol, kwercetynę), garbniki, kwasy organiczne (kwas kawowy, ferulowy, sinapowy i kumarowy) oraz gorycz glikozydową. Powoduje zatrucia u zwierząt, których objawami są m.in.: brak apetytu, biegunki i przyspieszony oddech.

## Zmienność
Tworzy mieszańce z kurzyśladem błękitnym. Kurzyślad polny też może mieć kwiaty niebieskie, jednak od kurzyśladu błękitnego odróżnia go brak ząbkowania płatków.

## Zastosowanie
Roślina lecznicza – znana i stosowana już w starożytności. Obecnie bywa stosowana w medycynie ludowej i homeopatii. Niegdyś usiłowano leczyć kurzyśladem choroby psychiczne.

## Nazewnictwo
Na oglądanym pod światło liściu układ nerwów przypomina kurzą łapę i stąd pochodzi nazwa rodzajowa rośliny.

## Filatelistyka
Poczta Polska wyemitowała 5 września 1967 r. znaczek pocztowy przedstawiający kurzyślad polny o nominale 4,50 zł, w serii Kwiaty polne. Autorem projektu znaczka był Tadeusz Michaluk. Znaczek pozostawał w obiegu do 31 grudnia 1994 r.